# كأس ألبانيا 1973–74
كأس ألبانيا 1973–74 (بالألبانية: Kupa e Republikës 1973-74‏) هو موسم من كأس ألبانيا. أشرف على تنظيمه اتحاد ألبانيا لكرة القدم، وفاز فيه دينامو تيرانا.